# Premio World Soccer al mejor jugador del mundo
El Premio World Soccer al mejor jugador del mundo es un galardón que concede anualmente, desde 1982, la revista deportiva inglesa World Soccer al mejor futbolista del año. El premio se concede en función de las votaciones de los lectores de la revista, que valoran los méritos de todos los futbolistas del mundo, tanto en las actuaciones con sus clubes como con sus selecciones nacionales.
Desde la edición de 2012, dichos votos se computan al 50% con el de un jurado de expertos que dictamina sus votos según sus criterios. Así, el resultado final se concede tras el cómputo global de los mismos.
El primer galardonado del premio fue el italiano Paolo Rossi de la Juventus F. C., quien se impuso al alemán Karl-Heinz Rummenigge del F. C. Bayern de Múnich y al brasileño Paulo Roberto Falcão de la A. S. Roma. Curiosamente, durante los primeros diez años del fallo, la Serie A italiana era la liga de la que procedían la mayor parte de los premiados llegando a acumular un total de veintidós futbolistas entre los treinta finalistas, siendo la Associazione Calcio Milan el equipo más representado con siete futbolistas.
El vigente ganador en 2023 es el noruego Erling Haaland, quien obtuvo su primer galardón.
Entre los premiados que repitieron galardón al año siguiente de estrenarse figuran el francés Michel Platini, los brasileños Ronaldo y Ronaldinho, y el polaco Robert Lewandowski, mientras que ningún futbolista ha conseguido llevarse el trofeo en tres años consecutivos. Sin embargo, los tres jugadores anteriormente citados más Ruud Gullit, Marco van Basten, Cristiano Ronaldo y Lionel Messi han sido los únicos en repetir premio.
La revista también concede los premios al mejor entrenador, el mejor equipo, mejor árbitro y al mejor jugador joven —actualmente extinguido—.

## Historial
Nota: El sistema de votos ha ido variando a lo largo de los años, computándose de diferentes maneras y según números distintos de posibles galardonados, motivo de la disparidad del porcentaje de votos, siendo este un mero cálculo estimativo según el número de finalistas.
| Año  | Primero                                     | Primero   | Segundo                                       | Segundo   | Tercero                                     | Tercero   | Ref.   |
| Año  | Jugador                                     | Votos     | Jugador                                       | Votos     | Jugador                                     | Votos     | Ref.   |
| 1982 | Paolo Rossi (Juventus F. C.)                | 23%       | Karl-Heinz Rummenigge (F. C. Bayern)          | 14%       | Falcão (A. S. Roma)                         | 12%       | [ 2 ]  |
| 1983 | Zico (Udinese Calcio) *                     | 28%       | Michel Platini (Juventus F. C.)               | 24%       | Falcão (A. S. Roma)                         | 18%       | [ 2 ]  |
| 1984 | Michel Platini (Juventus F. C.)             | 54%       | Ian Rush (Liverpool F. C.)                    | 9%        | Zico (Udinese Calcio)                       | 7%        | [ 2 ]  |
| 1985 | Michel Platini (Juventus F. C.)             | 20%       | Elkjær Larsen (Hellas Verona F. C.)           | 11%       | Diego Armando Maradona (S. S. C. Napoli)    | 7%        | [ 2 ]  |
| 1986 | Diego Maradona (S. S. C. Napoli)            | 35%       | Igor Belánov (F. K. Dynamo Kiev)              | 6%        | Gary Lineker (F. C. Barcelona) *            | 5%        | [ 3 ]  |
| 1987 | Ruud Gullit (A. C. Milan) *                 | 38%       | Diego Maradona (S. S. C. Napoli)              | 13%       | Marco van Basten (A. C. Milan) *            | 8%        | [ 3 ]  |
| 1988 | Marco van Basten (A. C. Milan)              | 43%       | Ruud Gullit (A. C. Milan)                     | 21%       | Frank Rijkaard (A. C. Milan) *              | 7%        | [ 4 ]  |
| 1989 | Ruud Gullit (A. C. Milan)                   | 24%       | Marco van Basten (A. C. Milan)                | 18%       | Bebeto (C. R. Vasco da Gama)                | 10%       | [ 5 ]  |
| 1990 | Lothar Matthäus (F. C. Internazionale)      | 21%       | Salvatore Schillaci (Juventus F. C.)          | 12%       | Diego Maradona (S. S. C. Napoli)            | 6%        | [ 6 ]  |
| 1991 | Jean-Pierre Papin (Olympique de Marsella)   | 25%       | Robert Prosinečki (Real Madrid C. F.) *       | 15%       | Darko Pančev (F. K. Crvena Zvezda)          | 13%       | [ 7 ]  |
| 1992 | Marco van Basten (A. C. Milan)              | 18%       | Dennis Bergkamp (A. F. C. Ajax)               | 13%       | Peter Schmeichel (Manchester United F. C.)  | 11%       | [ 8 ]  |
| 1993 | Roberto Baggio (Juventus F. C.)             | 13%       | Dennis Bergkamp (F. C. Internazionale)        | 11%       | Ruud Gullit (U. C. Sampdoria) *             | 9%        | [ 9 ]  |
| 1994 | Paolo Maldini (A. C. Milan)                 | 27%       | Roberto Baggio (Juventus F. C.)               | 23%       | Romário da Souza (F. C. Barcelona)          | 14%       | [ 10 ] |
| 1995 | Gianluca Vialli (Juventus F. C.)            | 18%       | Alessandro Del Piero (Juventus F. C.)         | 9%        | Jürgen Klinsmann (F. C. Bayern) *           | 8%        | [ 11 ] |
| 1996 | Ronaldo (F. C. Barcelona) *                 | 17%       | Alan Shearer (Newcastle United F. C.)         | 14%       | George Weah (A. C. Milan)                   | 14%       | [ 12 ] |
| 1997 | Ronaldo (F. C. Internazionale) *            | 27%       | Dennis Bergkamp (Arsenal F. C.)               | 12%       | Gianfranco Zola (Chelsea F. C.)             | 7%        | [ 13 ] |
| 1998 | Zinedine Zidane (Juventus F. C.)            | 23%       | Michael Owen (Liverpool F. C.)                | 11%       | Ronaldo (F. C. Internazionale)              | 9%        | [ 14 ] |
| 1999 | Rivaldo (F. C. Barcelona)                   | 42%       | David Beckham (Manchester United F. C.)       | 27%       | Andriy Shevchenko (A. C. Milan) *           | 9%        | [ 15 ] |
| 2000 | Luís Figo (Real Madrid C. F.) *             | 26%       | Zinedine Zidane (Juventus F. C.)              | 21%       | Andriy Shevchenko (A. C. Milan)             | 10%       | [ 16 ] |
| 2001 | Michael Owen (Liverpool F. C.)              | 31%       | David Beckham (Manchester United F. C.)       | 16%       | Raúl González (Real Madrid C. F.)           | 12%       | [ 17 ] |
| 2002 | Ronaldo (Real Madrid C. F.) *               | 26%       | Michael Ballack (F. C. Bayern) *              | 18%       | Roberto Carlos (Real Madrid C. F.)          | 8%        | [ 18 ] |
| 2003 | Pavel Nedvěd (Juventus F. C.)               | 35,9%     | Ruud van Nistelrooy (Manchester United F. C.) | 9,5%      | Raúl González (Real Madrid C. F.)           | 9,1%      | [ 19 ] |
| 2004 | Ronaldinho (F. C. Barcelona)                | 28,6%     | Thierry Henry (Arsenal F. C.)                 | 22,2%     | Andriy Shevchenko (A. C. Milan)             | 12,6%     | [ 20 ] |
| 2005 | Ronaldinho (F. C. Barcelona)                | 38,9%     | Steven Gerrard (Liverpool F. C.)              | 13,4%     | Frank Lampard (Chelsea F. C.)               | 12,6%     | [ 21 ] |
| 2006 | Fabio Cannavaro (Real Madrid C. F.) *       | 40,1%     | Samuel Eto'o (F. C. Barcelona)                | 12,6%     | Thierry Henry (Arsenal F. C.)               | 12,1%     | [ 22 ] |
| 2007 | Kaká (A. C. Milan)                          | 52,8%     | Lionel Messi (F. C. Barcelona)                | 17,6%     | Cristiano Ronaldo (Manchester United F. C.) | 16,0%     | [ 23 ] |
| 2008 | Cristiano Ronaldo (Manchester United F. C.) | 48,4%     | Lionel Messi (F. C. Barcelona)                | 15,1%     | Fernando Torres (Liverpool F. C.)           | 13,6%     | [ 24 ] |
| 2009 | Lionel Messi (F. C. Barcelona)              | 43,2%     | Andrés Iniesta (F. C. Barcelona)              | 21,5%     | Xavi Hernández (F. C. Barcelona)            | 11,2%     | [ 25 ] |
| 2010 | Xavi Hernández (F. C. Barcelona)            | 25,8%     | Lionel Messi (F. C. Barcelona)                | 24,1%     | Wesley Sneijder (F. C. Internazionale)      | 17,3%     | [ 26 ] |
| 2011 | Lionel Messi (F. C. Barcelona)              | 60,2%     | Cristiano Ronaldo (Real Madrid C. F.)         | 9,3%      | Xavi Hernández (F. C. Barcelona)            | 7,6%      | [ 27 ] |
| 2012 | Lionel Messi (F. C. Barcelona)              | 47,3%     | Cristiano Ronaldo (Real Madrid C. F.)         | 19,0%     | Andrés Iniesta (F. C. Barcelona)            | 9,7%      | [ 28 ] |
| 2013 | Cristiano Ronaldo (Real Madrid C. F.)       | 16,4%     | Lionel Messi (F. C. Barcelona)                | 14,1%     | Franck Ribéry (F. C. Bayern)                | 13,3%     | [ 29 ] |
| 2014 | Cristiano Ronaldo (Real Madrid C. F.)       | 16,9%     | Manuel Neuer (F. C. Bayern)                   | 14,4%     | Lionel Messi (F. C. Barcelona)              | 10,8%     | [ 30 ] |
| 2015 | Lionel Messi (F. C. Barcelona)              | 18,1%     | Cristiano Ronaldo (Real Madrid C. F.)         | 13,8%     | Neymar (F. C. Barcelona)                    | 13,1%     | [ 31 ] |
| 2016 | Cristiano Ronaldo (Real Madrid C. F.)       | 16,4%     | Lionel Messi (F. C. Barcelona)                | 13,8%     | Antoine Griezmann (Atlético de Madrid)      | 10,7%     | [ 32 ] |
| 2017 | Cristiano Ronaldo (Real Madrid C. F.)       | 17,4%     | Lionel Messi (F. C. Barcelona)                | 16,1%     | Neymar (París Saint-Germain F. C.) *        | 10,6%     | [ 33 ] |
| 2018 | Luka Modrić (Real Madrid C. F.)             | 16,6%     | Cristiano Ronaldo (Juventus F. C.) *          | 13,6%     | Kylian Mbappé (París Saint-Germain F. C.)   | 11,4%     | [ 34 ] |
| 2019 | Lionel Messi (F. C. Barcelona)              | 16,4%     | Virgil van Dijk (Liverpool F. C.)             | 16,1%     | Sadio Mané (Liverpool F. C.)                | 9,8%      | [ 35 ] |
| 2020 | Robert Lewandowski (F. C. Bayern)           | 31,7%     | Kevin De Bruyne (Manchester City F. C.)       | 10,7%     | Lionel Messi (F. C. Barcelona)              | 9,5%      | [ 36 ] |
| 2021 | Robert Lewandowski (F. C. Bayern)           | 223 votos | Lionel Messi (París Saint-Germain F. C.) *    | 177 votos | Jorginho (Chelsea F. C.)                    | 123 votos | [ 37 ] |
| 2022 | Lionel Messi (París Saint-Germain F. C.)    | 323 votos | Kylian Mbappé (París Saint-Germain F. C.)     | 234 votos | Karim Benzema (Real Madrid C. F.)           | 174 votos | [ 38 ] |
| 2023 | Erling Haaland (Manchester City F. C.)      |           | Bandera de ?                                  |           | Bandera de ?                                |           |        |

Nota *: Jugadores galardonados que también jugaron en el año natural con otro club.

## Palmarés
En caso de empate figura en primer lugar el que antes consiguiese el premio.
| Futbolista            | 1.º | 2.º | 3.º | Total |
| --------------------- | --- | --- | --- | ----- |
| Lionel Messi          | 6   | 7   | 2   | 15    |
| Cristiano Ronaldo     | 5   | 4   | 1   | 10    |
| Ronaldo               | 3   | —   | 1   | 4     |
| Ruud Gullit           | 2   | 1   | 1   | 4     |
| Marco van Basten      | 2   | 1   | 1   | 4     |
| Michel Platini        | 2   | 1   | —   | 3     |
| Ronaldinho            | 2   | —   | —   | 2     |
| Robert Lewandowski    | 2   | —   | —   | 2     |
| Diego Maradona        | 1   | 1   | 2   | 4     |
| Roberto Baggio        | 1   | 1   | —   | 2     |
| Zinedine Zidane       | 1   | 1   | —   | 2     |
| Michael Owen          | 1   | 1   | —   | 2     |
| Xavi Hernández        | 1   | —   | 2   | 3     |
| Zico                  | 1   | —   | 1   | 2     |
| Paolo Rossi           | 1   | —   | —   | 1     |
| Lothar Matthäus       | 1   | —   | —   | 1     |
| Jean-Pierre Papin     | 1   | —   | —   | 1     |
| Paolo Maldini         | 1   | —   | —   | 1     |
| Gianluca Vialli       | 1   | —   | —   | 1     |
| Rivaldo               | 1   | —   | —   | 1     |
| Luís Figo             | 1   | —   | —   | 1     |
| Pavel Nedvěd          | 1   | —   | —   | 1     |
| Fabio Cannavaro       | 1   | —   | —   | 1     |
| Kaká                  | 1   | —   | —   | 1     |
| Luka Modrić           | 1   | —   | —   | 1     |
| Erling Haaland        | 1   | —   | —   | 1     |
| Dennis Bergkamp       | —   | 3   | —   | 3     |
| David Beckham         | —   | 2   | —   | 2     |
| Thierry Henry         | —   | 1   | 1   | 2     |
| Andrés Iniesta        | —   | 1   | 1   | 2     |
| Kylian Mbappé         | —   | 1   | 1   | 2     |
| Karl-Heinz Rummenigge | —   | 1   | —   | 1     |
| Ian Rush              | —   | 1   | —   | 1     |
| Elkjær Larsen         | —   | 1   | —   | 1     |
| Ígor Bielánov         | —   | 1   | —   | 1     |
| Totò Schillaci        | —   | 1   | —   | 1     |
| Robert Prosinečki     | —   | 1   | —   | 1     |
| Alessandro Del Piero  | —   | 1   | —   | 1     |
| Alan Shearer          | —   | 1   | —   | 1     |
| Michael Ballack       | —   | 1   | —   | 1     |
| Ruud van Nistelrooij  | —   | 1   | —   | 1     |
| Steven Gerrard        | —   | 1   | —   | 1     |
| Samuel Eto'o          | —   | 1   | —   | 1     |
| Manuel Neuer          | —   | 1   | —   | 1     |
| Virgil van Dijk       | —   | 1   | —   | 1     |
| Kevin De Bruyne       | —   | 1   | —   | 1     |
| Andriy Shevchenko     | —   | —   | 3   | 3     |
| Falcão                | —   | —   | 2   | 2     |
| Raúl González         | —   | —   | 2   | 2     |
| Neymar                | —   | —   | 2   | 2     |
| Gary Lineker          | —   | —   | 1   | 1     |
| Frank Rijkaard        | —   | —   | 1   | 1     |
| Bebeto                | —   | —   | 1   | 1     |
| Darko Pančev          | —   | —   | 1   | 1     |
| Peter Schmeichel      | —   | —   | 1   | 1     |
| Romário               | —   | —   | 1   | 1     |
| Jürgen Klinsmann      | —   | —   | 1   | 1     |
| George Weah           | —   | —   | 1   | 1     |
| Gianfranco Zola       | —   | —   | 1   | 1     |
| Roberto Carlos        | —   | —   | 1   | 1     |
| Frank Lampard         | —   | —   | 1   | 1     |
| Fernando Torres       | —   | —   | 1   | 1     |
| Wesley Sneijder       | —   | —   | 1   | 1     |
| Franck Ribéry         | —   | —   | 1   | 1     |
| Antoine Griezmann     | —   | —   | 1   | 1     |
| Sadio Mané            | —   | —   | 1   | 1     |
| Karim Benzema         | —   | —   | 1   | 1     |

| País                | 1.º | 2.º | 3.º | Total |
| ------------------- | --- | --- | --- | ----- |
| Argentina           | 7   | 8   | 4   | 19    |
| Brasil              | 8   | 0   | 9   | 17    |
| Portugal            | 6   | 4   | 1   | 11    |
| Italia              | 5   | 3   | 2   | 10    |
| Países Bajos        | 4   | 7   | 4   | 15    |
| Francia             | 4   | 4   | 5   | 13    |
| Polonia             | 2   | —   | —   | 2     |
| Inglaterra          | 1   | 5   | 2   | 8     |
| Alemania            | 1   | 3   | 1   | 5     |
| España              | 1   | 1   | 6   | 8     |
| Croacia             | 1   | 1   | —   | 2     |
| República Checa     | 1   | —   | —   | 1     |
| Noruega             | 1   | —   | —   | 1     |
| Ucrania             | —   | 1   | 3   | 4     |
| Dinamarca           | —   | 1   | 1   | 2     |
| Gales               | —   | 1   | —   | 1     |
| Camerún             | —   | 1   | —   | 1     |
| Bélgica             | —   | 1   | —   | 1     |
| Macedonia del Norte | —   | —   | 1   | 1     |
| Liberia             | —   | —   | 1   | 1     |
| Senegal             | —   | —   | 1   | 1     |

| Club                      | 1.º | 2.º | 3.º | Total |
| ------------------------- | --- | --- | --- | ----- |
| F. C. Barcelona           | 10  | 8   | 2   | 20    |
| Real Madrid C. F.         | 8   | 4   | 4   | 16    |
| Juventus F. C.            | 7   | 6   | —   | 13    |
| A. C. Milan               | 6   | 2   | 6   | 14    |
| F. C. Bayern de Múnich    | 2   | 3   | 2   | 7     |
| F. C. Internazionale      | 2   | 1   | 2   | 5     |
| Liverpool F. C.           | 1   | 4   | 2   | 7     |
| Manchester United F. C.   | 1   | 3   | 2   | 6     |
| París Saint-Germain F. C. | 1   | 2   | 2   | 5     |
| S. S. C. Napoli           | 1   | 1   | 2   | 4     |
| Manchester City F. C.     | 1   | 1   | —   | 2     |
| Udinese Calcio            | 1   | —   | 1   | 2     |
| Olympique de Marsella     | 1   | —   | —   | 1     |
| Arsenal F. C.             | —   | 2   | 1   | 3     |
| Hellas Verona F. C.       | —   | 1   | —   | 1     |
| F. K. Dynamo Kiev         | —   | 1   | —   | 1     |
| A. F. C. Ajax             | —   | 1   | —   | 1     |
| Newcastle United F. C.    | —   | 1   | —   | 1     |
| Chelsea F. C.             | —   | —   | 3   | 3     |
| A. S. Roma                | —   | —   | 2   | 2     |
| C. R. Vasco da Gama       | —   | —   | 1   | 1     |
| F. K. Crvena Zvezda       | —   | —   | 1   | 1     |
| U. C. Sampdoria           | —   | —   | 1   | 1     |
| Atlético de Madrid        | —   | —   | 1   | 1     |